# Carlo Goldoni
Carlo Goldoni (Venècia, 25 de febrer de 1707 - París, 6 de febrer de 1793) va ser un dramaturg venecià de gran èxit. L'ús de modismes venecians i les seves trames centrades en les relacions humanes, així com la bellesa de les seves imatges l'han consolidat com un dels escriptors canònics tant en llengua vèneta com en italià. També va destacar com a llibretista d'òperes.
| «                                                | Ella pure nel nostro Veneto idioma; ma colla scelta delle parole, e colla robustezza dei sentimenti, ha fatto conoscere che la lingua nostra è capace di tutta la forza e di tutte le grazie dell'arte oratoria e poetica, e che usata anch'essa da mano maestra, non ha che invidiare alla più elegante Toscana. Ella aveva ciò dimostrato altre volte in varie pubbliche azioni, nelle quali vuole il sistema di questa ben regolata Repubblica che del proprio nativo idioma gli Oratori si valgano, e la di Lei naturale facondia, unita al chiarissimo suo talento, ed allo studio incessante di cui si compiace, rende l'E. V. ammirabile nell'età verde in cui si ritrova, e fa sperare in Lei coll'andar degli anni un benemerito cittadino di questa Patria gloriosa. | » |
| — Carlo Goldoni, presentació de Le Massere, 1755 | |   |

## Biografia
Goldoni va interessar-se pel teatre des de ben petit, com explica a les seves memòries. Va rebre formació religiosa, filosòfica i es va llicenciar en dret però va abandonar la professió per dedicar-se a escriure, contra consell de la seva família.
Després d'uns intents de produir tragèdies que van acabar en fracàs, es va centrar en la comèdia, seguint l'exemple de Molière (com va afirmar en nombroses ocasions). Va introduir innovacions en l'opera buffa i en les comèdies tradicionals, fins que es va exiliar a França per desavinences amb companys, on la seva fama li va garantir el favor reial.

## Estil
Va barrejar elements contemporanis amb les convencions de la Commedia dell'Arte. En la seva concepció del caràcter de les persones, apareixen elements anticlericals i influència de l'humanisme. Els protagonistes acostumen a ser individus de classe mitjana que proven de triomfar en la societat usant la raó però sense oblidar els seus sentiments. Però el que predomina en el seu estil és la sàtira dels costums. Els nobles són presentats com persones arrogants i els de classe més baixa com a mancats de dignitat, ja que només busquen els diners. Cada obra està centrada en un tipus de caràcter, que representa tota la seva classe, amb els seus problemes i preocupacions.

## Obres destacades
- La donna di garbo (1743)

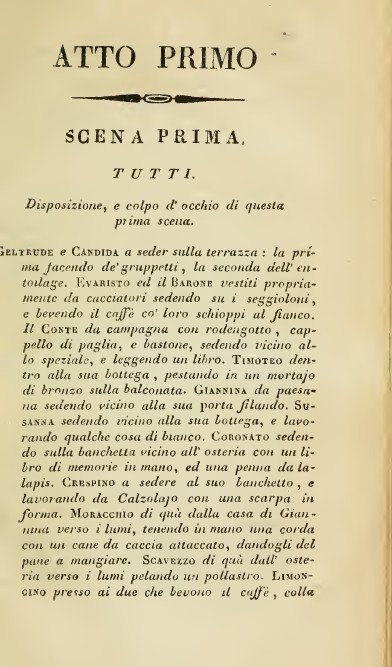
Commedie

- Il servitore di due padroni (1745)
- Il bugiardo (1750)
- La bottega del caffè (1750)
- Il Molière (1751)
- La donna saggia (1751)
- La serva amorosa (1752)
- La locandiera (1752)
- Il campiello (1756)
- Gl'innamorati (1759)
- I rusteghi (1760)
- La casa nova (1760)
- La smanie per la villeggiatura  ; Le avventure della villeggiatura ; Il ritorno della villeggiatura (1761)
- Sior Todero brontolon (1761)
- Le baruffe chiozzotte (1762)
- Una delle ultime sere di carnovale (1762)
- Il ventaglio (1764)
- Le bourru bienfaisant (1771)

## Traduccions al català

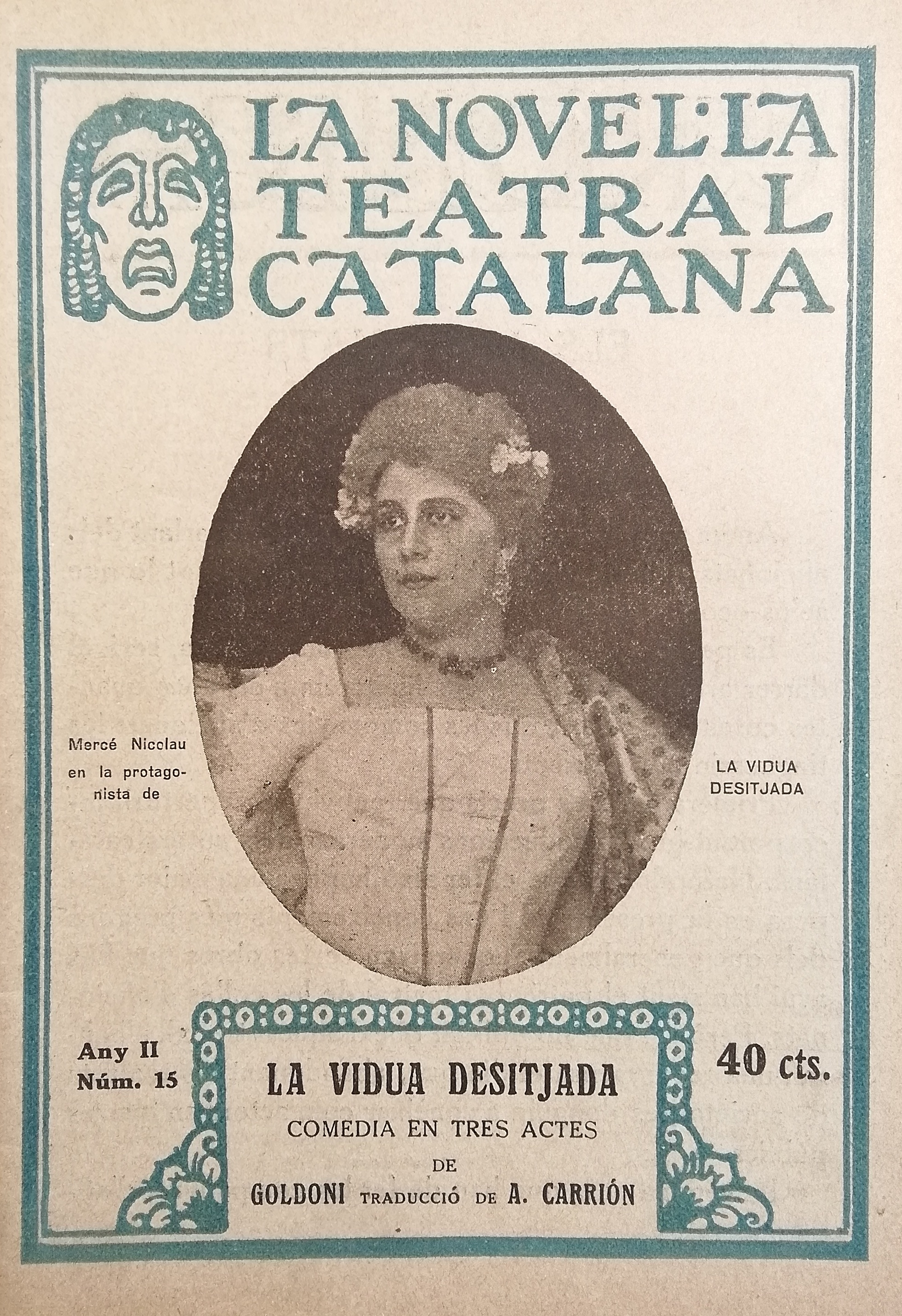
La vídua desitjada (La vedova scaltra) de Goldoni, traducció catalana publicada a Barcelona per La Novel·la Teatral Catalana l'any 1919

- La vídua desitjada (La vedova scaltra) de Goldoni, traducció catalana publicada a Barcelona per La Novel·la Teatral Catalana l'any 1919La fondista ditxosa. Traducció de Vicenç Albertí de La locandiera. 1820, text perdut representat a Maó.
- La vidua astuta. Traducció de V. Albertí de La vedova scaltra). Publicada el 2010. Pamela (Pamela nubile),  La dona venjativa (La donna vendicativa), L'enganyador (Il raggiratore), El pare de família (Il padre di famiglia), també traduccions de Vicenç Albertí, es conserven manuscrites a la Biblioteca de Catalunya.
- La dispesera. Traducció de Joaquim Casas-Carbó de La locandiera. 1906.
- El vano. Traducció de Narcís Oller d' Il ventaglio. 1908
- L'avar. Traducció de Narcís Oller de L'avaro. 1909
- El sorrut benefactor. Traducció de Narcís Oller de Il burbero di buon cuore. 1909
- La malalta fingida. Traducció de Lluís A. Puiggarí de La finta ammalata. 1911
- La vídua desitjada. Traducció d'Ambrosi Carrion de La vedova scaltra. 1918.
- Molière. Traducció de Josep Maria de Sagarra d' Il Molière. 1928.
- Els enamorats. Traducció de Josep Farran i Mayoral de Gl'innamorati. 1931
- El criat de dos amos. Traducció de Joan Oliver d' Il servitore di due padroni. 1956, publicada el 1963
- La comèdia de la guerra. Traducció d'Alfred Lucchetti de La guerra. 1968. Representada a Barcelona però inèdita, manuscrit al CDMAE.
- Els dos bessons venecians. Adaptació de Joan Serra d' I due gemelli veneziani. 1978, representat a Sabadell i Barcelona però no publicat.
- Mirandolina. Adaptació de Jordi Teixidor de La locandiera. 1982, publicada el 1991.
- Gresca al Palmar. Adaptació de Juli Leal de Le baruffe chiozzotte. 1983. Representada a València, inèdita.
- Un dels últims vespres de Carnaval. Traducció de Carlota Soldevila i Lluís Pasqual d' Una delle ultime sere dal carnovale. 1985
- L'autèntic amic. Adaptació de Jordi Teixidor d' Il vero amico. 1988
- La família de l'antiquari, o la sogra i la nora. Traducció de Pere Puértolas de La famiglia dell'antiquario. 1993
- El cafè. Traducció de Pere Puértolas de La bottega del caffè. 1993
- Els enamorats. Traducció de Jaume Melendres de Gl'innamorati. 1993
- El ventall. Traducció de Miquel Desclot d' Il ventaglio. 1993
- Memòries. Traducció de Joan Casas de Mémoires. 1994
- Un cas curiós. Traducció de Feliu Formosa d' Il curioso accidente. 1995.
- L'hostalera. Traducció de Núria Furió i Sergi Belbel de La locandiera. 1995.
- La serventa amorosa. Traducció de Artur Trias, Anna Lizaran, Francesca Masclans i Ariel García Valdés de La serva amorosa. 1997, publicada al programa de mà de les representacions al Teatre Lliure de Barcelona.
- L'estiueig. Adaptació de la "trilogia della villeggiatura" 1999
- El Teatre còmic ; El criat de dos amos. Traduccions d'Antoni Torreño d' Il teatro comico i Il servitore di due padroni. 2004.
- Els feréstecs. Traducció de Lluís Pascual d' I rusteghi.. 2013
- Coralina, la serventa amorosa. Traducció d'Oriol Broggi de La serva amorosa. 2023, inèdit.